# Thomas Frederick Colby

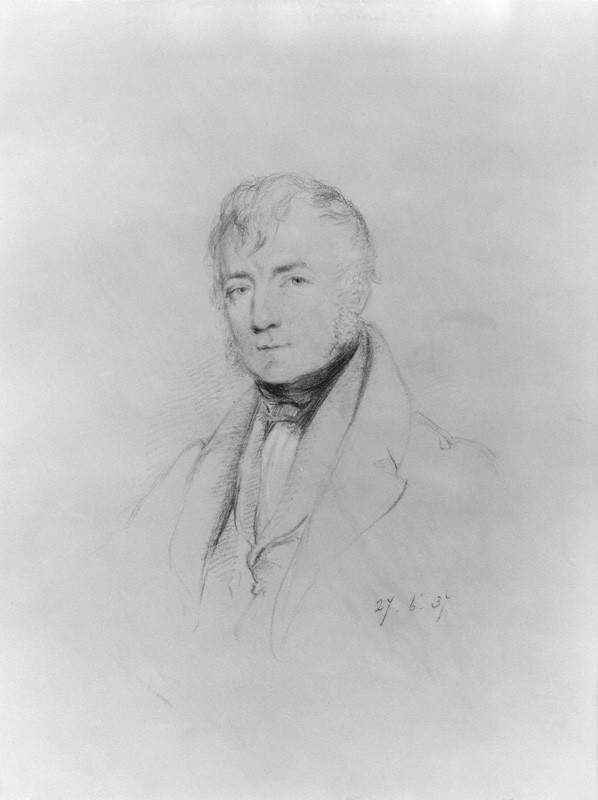
Thomas Frederick Colby

Thomas Frederick Colby (1 september 1784 - 9 oktober 1852) was een Britse officier, landmeter en directeur van de Ordnance Survey (cartografische dienst).

## Loopbaan
Thomas Frederick werd in 1784 nabij Rochester geboren als zoon van Thomas Colby, een officier bij de Royal Marines. Hij volgde een opleiding aan de Royal Military Academy en nam op zestienjarige leeftijd dienst bij de Royal Engineers. Twee jaar later werd Colby overgeplaatst naar de Ordnance Survey, waar hij betrokken was bij landmeten in het kader van de Eerste driehoeksmeting van Groot-Brittannië. In 1803 verloor hij zijn linkerhand als gevolg van een ongeluk met een pistool.

### Directeur
Vanaf 1813 was Colby betrokken bij metingen in Schotland, waarbij hij onder meer de oostkust in kaart bracht. Ook werkte hij samen met de Franse wetenschappers Édouard Biot en François Arago bij astronomische observaties. In 1820 werd Colby benoemd tot directeur van de Ordnance Survey. In die hoedanigheid werd hij gekozen tot Fellow van de Royal Society, lid van het Institution of Civil Engineers en was hij medeoprichter van de Royal Astronomical Society.

### Opmeten van Ierland
In 1824 werd de Ordnance Survey opgedragen Ierland op te meten en in kaart te brengen. Colby organiseerde en leidde dit onderzoek, waarbij hij sappeurs tot landmeters liet omscholen en daarna veel Ierse landmeters trainde. In het begin verliep het project traag, vanwege het gebrek aan geschoolde medewerkers. Pas in 1833 werd de eerste kaart van een gehele county uitgegeven; Londonderry. Deze kaart telde 50 vellen, met een schaal van 6 inches op een mijl. In 1847 werd het project afgerond en telde de kaart van Ierland 1.939 vellen op de genoemde schaal. 

### Latere jaren
Vanaf 1833 was de Ornance Survey onder Colby betrokken bij het samenstellen van een geologische kaart van westelijk Engeland. Vanaf 1840 werkte de dienst aan het afronden van de metingen in Engeland en Schotland. Colby verliet de dienst in 1846, kort voor het voltooien van het project in Ierland en niet lang voor het afronden van de Eerste driehoeksmeting van Groot-Brittannië in 1858.
Colby overleed in 1852 nabij Liverpool. Het hoofdkwartier van de Ordnance Survey van Noord-Ierland, Colby house, werd naar hem genoemd.

## Colby bar
Bij landmeten volgens de methode van de driehoeksmeting moet het opmeten van de basislijn met de grootst mogelijke nauwkeurigheid geschieden, daar alle andere berekeningen erop gebaseerd worden. In de onderhavige periode werden doorgaans ketens van ijzeren staven gebruikt. Afhankelijk van lokale seizoens- en klimaatomstandigheden moest bij de berekeningen gecompenseerd worden voor uitzetten van dit metaal door warmte. In 1825 bedacht Colby hiervoor een oplossing, die hij compensatiestaaf noemde. Hierbij werden twee staven, van ijzer en van messing, in het midden aan elkaar vastgeklonken. Aan de uiteinden waren pennetjes zodanig met beide staven verbonden dat uitzetten of krimpen geen invloed had op de absolute afstand tussen deze pennen. Deze uitvinding werd vervolgens onder de naam Colby bar(s) overal ter wereld gebruikt bij het ijken van basislijnen van driehoeksmetingen. Zo nam George Everest er kort na het uitvinden kennis van en gebruikte deze de vinding bij de Great Trigonometrical Survey van Brits-Indië. Nadat bij een brand de in het Palace of Westminster opgeslagen officiële Engelse yard verloren was gegaan, werd deze met behulp van de Colby bar hersteld.